# Barranc del Mas de Mitjà
El barranc del Mas de Mitjà és un barranc, afluent del riu de Conques. Pertany a la conca del Noguera Pallaresa, i discorre pels termes d'Abella de la Conca i d'Isona i Conca Dellà, als antics municipis d'Isona i Sant Romà d'Abella, tots dos dins de la comarca del Pallars Jussà.
Neix al vessant nord d'una carena paral·lela també pel nord de La Sadella, a l'Obaga de Fonguera, des d'on emprèn la direcció sud-oest. Passa per los Plans d'Abella de la Conca, a llevant de Ca l'Olivelles i de Cal Pere de la Isidra, i, en arribar a l'altura del poble de Sant Romà d'Abella abandona el terme d'Abella de la Conca després de deixar enrere el paratge de Romanins. En aquest tram també és conegut com a Barranc de Romanins. El Pla de Sobes és al nord del riu just en el moment que aquest traspassa el termenal municipal. Tot seguit, s'endinsa en el d'Isona i Conca Dellà, de primer a l'antic terme de Sant Romà d'Abella, i després en el d'isona. Marcant una vall clara, si bé no gaire profunda respecte de la plana que l'envolta, el barranc del Mas de Mitjà passa pel nord-oest de la vila d'Isona. Quan l'ha deixada enrere, arriba al pla de la llera del riu de Conques, en el qual aiguavessa.

## Etimologia
És un topònim d'origen romànic modern, clarament descriptiu: el barranc pren el nom de la masia més important de les terres per on discorria, actualment desapareguda.